# 辻田勝吉
辻田 勝吉（つじた かつよし、1967年 - ）は、日本のロボット工学・航空宇宙工学者。元大阪工業大学工学部電気電子システム工学科教授。工学博士（京都大学）。かがく宇かん研究者。日本ロボット学会編集委員会・論文査読小委員会元委員。日本航空宇宙学会(JSASS)関西支部元幹事。計測自動制御学会自律分散システム部門元運営委員。
専門は、ロボット工学、航空宇宙工学、知能制御システムなど。

## 経歴
長崎県出身。1991年大阪大学工学部電子制御機械工学科卒業。1993年大阪大学大学院工学研究科電子制御機械工学専攻修士課程修了。同大学院助手。2004年博士（工学）（京都大学）。京都大学大学院工学研究科航空宇宙工学専攻助手を経て、2005年大阪工業大学工学部電気電子システム工学科に助教授として着任。2010年同学部ロボット工学科准教授を経て、2020年同学部電気電子システム工学科教授。2023年大阪工業大学退職。
大阪工業大学工学部（電気電子システム工学科・ロボット工学科）において、15年以上の長きに渡り教鞭を執り、特に2010年新設のロボット工学科の初期のロボット工学（特に、知能制御システム）の研究推進、および電気・機械工学（航空宇宙工学含む）とロボット工学の融合教育に貢献した。退職後は2023年より鳥取大学工学部機械物理系学科教授を務めている。
主な所属学会は、日本ロボット学会、日本航空宇宙学会、システム制御情報学会、IEEE、ASME、電気学会、日本機械学会、生態心理学会など。
主な著書は、自己組織化ハンドブック（共著、エヌティーエス2009、学術書）。主な受賞は、Best paper in session award(2012 ASME Dynamic Systems and Control Conference)、システム制御情報学会奨励賞など。

## 主な研究
- 宇宙ロボットの運動制御システムの開発[4][5][6]
- 画像情報を用いた運用停止宇宙機の姿勢運動推定法の提案
- 未知環境における探査型自律ロボットの開発
- 生物規範制御メカニズムの解明と機械システムへの応用
- ダイナミカルシステムの挙動解析と工学的応用

1995-1997年には小惑星探査機はやぶさのサンプルリターン計画グループへの参画、1999-2003年には戦略的創造研究推進事業「ロボットの脳を創る」プロジェクトメンバーとして脳型情報処理機能を持つロボットの開発の活動を行っている。
主な国際会議での発表は、
- The 15th International Conference on Motion and Vibration Control（オンライン）：「A study on estimation of spin motion of decommissioned spacecraft using visual tracking」
- International Conference on Perception and Action(ICPA) 2015（ミネアポリス）：「Identifying Indidual Traits with a Medium Perception Robot」
- The 11th Motion and Vibration Control 2010 (フォートローダーデール）

：「 A Study on Effect of Structural Damping on Gait Stability in Quadrupedal Locomotion using musculoskeletal Robot」
対外向け電気機械工学の啓蒙活動として、高槻高等学校(2017)、大阪府立岸和田高等学校(2016)にてロボット技術指導を行っている。